# 臺灣總督府交通局遞信部
25°02′23.95″N 121°30′38.85″E / 25.0399861°N 121.5107917°E
台灣總督府交通局遞信部是台灣日治時代台灣總督府轄下之機關，設立於1924年，其經辦業務範圍龐大，除鐵道部之外的交通事業皆屬遞信部負責，包含全台之電信、郵政、儲金、匯兌、簡易保險、郵便年金、航空等監督和規劃業務。
二戰後，臺灣省行政長官公署交通處接管總督府所屬的交通事業。於國民政府遷台後，遞信部廳舍在1956年至2006年11月間為中華民國交通部本部所在，並於1998年被公告為中華民國古蹟。交通部於2006年11月10日遷出後移交國史館使用至今。2010年4月29日，國史館本部（即國史館臺北館區）自臺北縣新店市遷入。

## 沿革
1895年5月21日，臺灣總督府設有民政局遞信部，通信課及鐵道課。同年8月6日，遞信部廢止改為內務部遞信課，郵政改由臺灣總督府陸軍局郵便部負責，掌管各地的野戰郵便局。1896年4月，因總督府實施民政，改為民政局通信部，並接管野戰郵便事務，改為郵便電信局。1897年11月，通信部廢止，改設民政局通信課。1898年6月，民政局改名為民政部。
1899年11月，通信課的鐵道掛獨立為鐵道部。1901年11月，改為民政部通信局。在1901年4月，台灣總督府海事局成立，掌管原由總督府直屬的各地的燈塔和測候所。1902年11月，海事局廢止，改為通信局海事課，仍掌測候所和燈塔的業務。1919年6月，通信局改制為民政部遞信局；同年8月，民政府廢止，改為臺灣總督府遞信局。
1924年12月，遞信局和鐵道部合併為臺灣總督府交通局，局內分為總務課、道路港灣課、鐵道部、遞信部，遞信部內分為庶務課、監理課、為替貯金課、工務課、海事課，管理各地郵便局、無線電信局、燈塔，測候所改由內務部管理。1943年，遞信部下的海事課獨立為海務部。至1945年，遞信部內分為總務課、監理課、貯蓄課、工務課、航空課。

## 附屬機構
臺灣總督府交通局下有多個附屬機構，名義上雖附屬於交通局，實際業務由遞信部主管。

### 郵政及通信
- 郵便局：1907年5月，郵便電信局改制為「郵便局」，亦分為三等制度。1941年2月，郵便局的等級廢止，原一、二等郵便局改為「普通郵便局」，三等郵便局改為「特定郵便局」[4]。
- 貯金管理所：負責郵政匯兌、儲蓄及保險業務。於終戰前設有台北、台南貯金管理所兩處[3]。
- 簡易保險診療所：負責保險事宜，由總務課、貯續課共同管理[3]。於終戰前設有基隆、台北、新竹、台中、嘉義、台南、高雄簡易保險診療所七處。

- 電話交換局：台北電話局、嘉義電話交換局、高雄電話交換局
- 無線電信局：台北電信局（設於1928年，與台北郵局共廳舍）、基隆、宜蘭、台南、鵝鑾鼻無線電信局

### 航空及海事
- 飛行場
- 航空試驗所

- 海事出張所
- 燈臺

### 其他
- 遞信從業員養成所
- 技術官駐在所

## 歷任局長

### 民政局通信部長
| 任次 | 肖像 | 姓名 (生–卒)         | 在任時間      | 在任時間      | 備註 |
| ---- | ---- | -------------------- | ------------- | ------------- | ---- |
| 1    |      | 土居通豫 (1850–1921) | 1896年4月23日 | 1897年8月27日 |      |
| 2    |      | 菊池末太郎 (？–？)   | 1897年8月27日 | 1897年11月1日 |      |

#### 附註
1. ↑  改任民政局通信課長。

### 民政局通信課長
| 任次 | 肖像 | 姓名 (生–卒)       | 在任時間      | 在任時間       | 備註 |
| ---- | ---- | ------------------ | ------------- | -------------- | ---- |
| 1    |      | 菊池末太郎 (？–？) | 1897年11月1日 | 1901年11月11日 |      |

#### 附註
1. ↑  原民政局通信部長。
2. ↑  改任臺北廳長。

### 民政部通信局長
| 任次 | 肖像         | 姓名 (生–卒)             | 在任時間       | 在任時間                                                         | 備註                                                       |
| ---- | ------------ | ------------------------ | -------------- | ---------------------------------------------------------------- | ---------------------------------------------------------- |
| 1    |              | 鹿子木小五郎 (1867–1922) | 1901年11月11日 | 1909年7月30日                                                    | 1901年11月11日局內組織分為庶務課、郵務課、電務課與海事課。 |
| 2    |              | 持地六三郎 (1867–1923)   | 1909年7月30日  | 1910年12月27日                                                   | 以民政部內務局學務課長兼任。                               |
| 代理 |              | 鈴木三郎 (？–？)         | 1910年12月27日 | 1911年5月11日                                                    | 以民政部通信局庶務課長代理。                               |
| 代理 |              | 角源泉 (1871–1942)       | 1911年5月11日  | 1913年3月1日                                                     |                                                            |
| 3    | 1913年3月1日 | 角源泉 (1871–1942)       | 1915年3月20日  | 1913年7月1日增設監理課（由郵務課改組）與工務課（由電務課改組）。 |                                                            |
| 4    |              | 井村大吉 (1873–1927)     | 1915年3月20日  | 1916年3月22日                                                    |                                                            |
| 5    |              | 廣瀨吉郎 (？–？)         | 1916年3月22日  | 1919年5月21日                                                    |                                                            |
| 6    |              | 齋藤愛二 (？–？)         | 1919年5月21日  | 1919年6月28日                                                    |                                                            |

#### 附註
1. ↑  原內閣法制局參事官。
2. ↑  改任農商務省工務局長。
3. ↑  改任民政部土木局長。
4. ↑  原民政部地方部長。
5. ↑  原民政部地方部長。
6. ↑  原阿緱廳長。
7. ↑  改任民政部遞信局長。

### 民政部遞信局長
| 任次 | 肖像 | 姓名 (生–卒)     | 在任時間      | 在任時間      | 備註 |
| ---- | ---- | ---------------- | ------------- | ------------- | ---- |
| 1    |      | 齋藤愛二 (？–？) | 1919年6月28日 | 1919年8月20日 |      |

#### 附註
1. ↑  原民政部通信局長。
2. ↑  改任遞信局長。

### 遞信局長
| 任次 | 肖像 | 姓名 (生–卒)         | 在任時間      | 在任時間       | 備註 |
| ---- | ---- | -------------------- | ------------- | -------------- | ---- |
| 1    |      | 齋藤愛二 (？–？)     | 1919年8月20日 | 1921年9月17日  |      |
| 2    |      | 吉田平吾 (1876–1942) | 1921年9月17日 | 1924年12月25日 |      |

### 交通局遞信部長
| 任次 | 肖像 | 姓名 (生–卒)         | 在任時間       | 在任時間       | 備註 |
| ---- | ---- | -------------------- | -------------- | -------------- | ---- |
| 1    |      | 深川繁治 (1887–？)   | 1924年12月25日 | 1929年9月13日  |      |
| 2    |      | 三宅福馬 (1883–1958) | 1929年9月13日  | 1932年3月15日  |      |
| 3    |      | 深川繁治 (1887–？)   | 1932年3月15日  | 1935年4月1日   |      |
| 4    |      | 藤田傊治郎 (1883–？) | 1935年4月1日   | 1936年2月26日  |      |
| 5    |      | 戶水昇 (1890–？)     | 1936年2月26日  | 1939年1月28日  |      |
| 6    |      | 三輪幸助 (1895–？)   | 1939年1月28日  | 1939年12月28日 |      |
| 7    |      | 佐佐波外七 (？–？)   | 1939年12月28日 | 1943年3月29日  |      |
| 8    |      | 伊藤完二 (1897–？)   | 1943年3月29日  | 1945年8月8日   |      |
| 9    |      | 松野孝一 (1905–1967) | 1945年8月8日   | 1945年10月25日 |      |

#### 附註
1. ↑  原遞信局海事課長。
2. ↑  改任臺北州內務部長。
3. ↑  原臺北州內務部長。
4. ↑  改任文教局長。
5. ↑  原千葉縣內務部長。
6. ↑  改任臺北州知事。
7. ↑  原臺北州內務部長。
8. ↑  改任臺北州知事。
9. ↑  原專賣局庶務課長。
10. ↑  改任專賣局長。
11. ↑  原總督官房會計課長。
12. ↑  原臺南州總務部長。
13. ↑  原農商局食糧部長。

## 建築特色

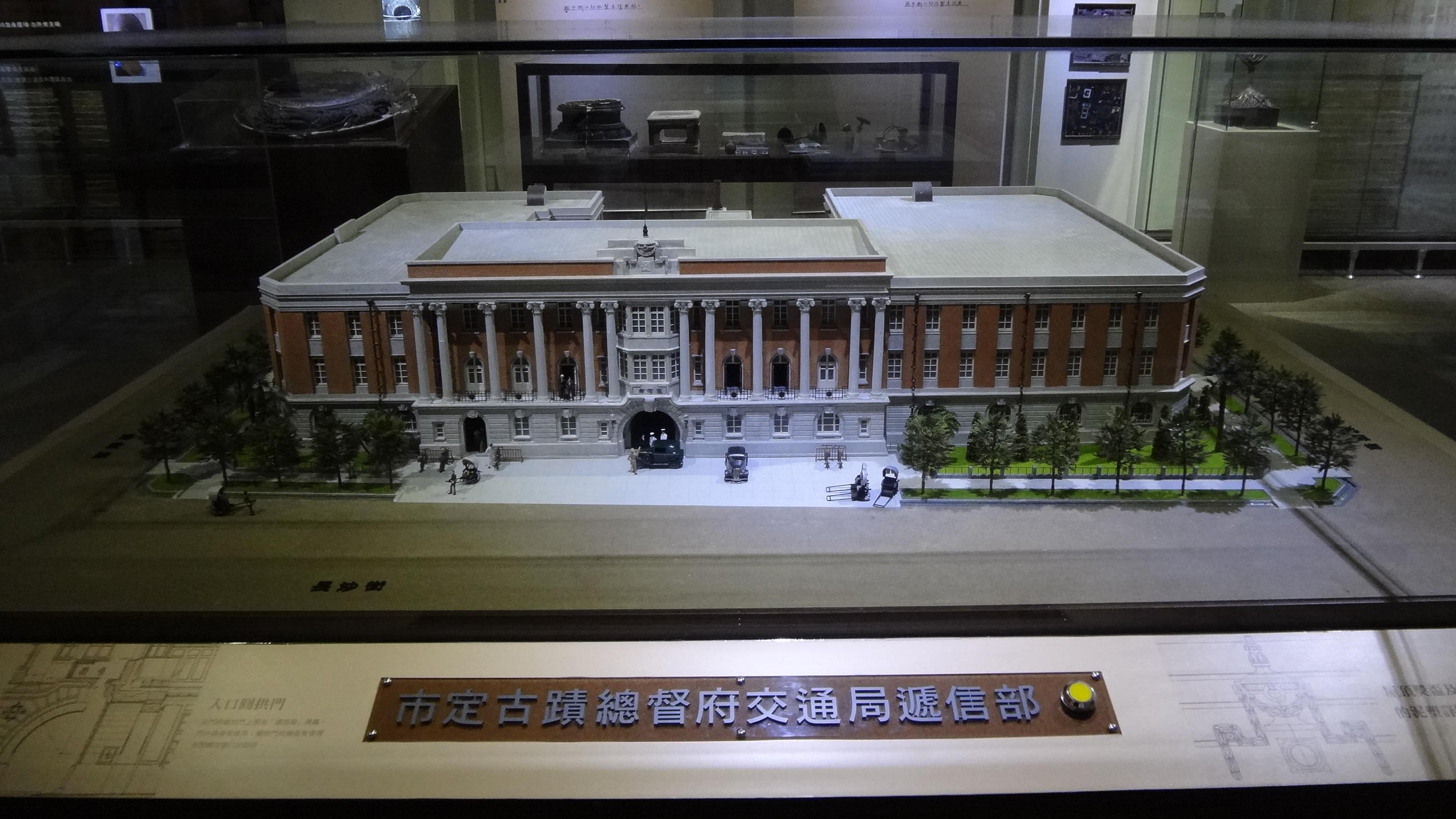
台灣總督府交通局遞信部模型(戰後改建前的樣子)

在遞信部成立前，遞信局廳舍原位於大和町一丁目3番地（舊總督府前，今中山堂前方），新總督府廳舍於1919年落成時，原規劃將遞信局納入總督府內辦公，但後來劃將在總督府後方另外設立廳舍。遞信局廳舍位的基地原是總督府的官舍，遞信局廳舍於1923年3月17日動工，而遞信局主體建築在1924年完工，遞信局於同年3月遷入辦公，但附屬設施之工程仍在進行中。
此建築由臺灣總督府土木局營繕課森山松之助設計，外觀呈西洋古典樣式，結構為鐵骨鋼筋混凝土混合磚造，外觀敷設陶製面磚。一樓為仿石之牆面，北側正面中央設大圓拱門入口，正面二、三樓外觀12根柱子為希臘複合柱式，東側4根柱子為愛奧尼亞柱式。當時的一樓主要作為倉庫使用，二、三樓為辦公空間，且每層樓都設有兩處消防管間道，直接連結自來水系統，也是日治時期少數配備有升降設備的建築，可乘載人及貨物。由於遞信部亦包含金融匯兌之業務，於處理存款和保存貴重文件的房間都安裝了鐵門、鐵捲門和鐵製骨架的玻璃拉門。
在臺北大空襲中，遞信部屋頂遭三枚炸彈擊中，在簡略修復後仍繼續使用。約在1971年，因交通部辦公空間不敷使用，將建築增建為四層樓，並將建物後方的磚造及木造物拆除。另外，在2003年5月，一名男子因不滿交通罰單過於苛刻，駕駛載有汽油桶的貨車正面衝撞交通部，造成本建物正面拱門大火，此事件亦為臺灣的中央政府機關首次遭自殺式攻擊。

## 其他
1935年，臺灣總督府交通局遞信部高等官舍於台北市幸町149番地建立，即今李國鼎故居。